# Ait Said
Ait Said (en àrab أيت سعيد, Ayt Saʿīd; en amazic ⴰⵢⵜ ⵙⵄⵉⴷ) és una comuna rural de la província d'Essaouira, a la regió de Marràqueix-Safi, al Marroc. Segons el cens de 2014 tenia una població total de 6.819 persones.